# Orestias piacotensis
Orestias piacotensis är en fiskart som beskrevs av Vila 2006. Orestias piacotensis ingår i släktet Orestias och familjen Cyprinodontidae. Inga underarter finns listade i Catalogue of Life.